# Jill Collymore
Jill Collymore (ur. 2 grudnia 1987 w Los Angeles) – amerykańska siatkarka, reprezentantka kraju, przyjmująca.
Obecnie występuje w drużynie SVS Post Schwechat.

## Kariera
| Klub                     | Kraj              | Od   | Do   |
| University of Washington | Stany Zjednoczone | 2005 | 2009 |
| Stany Zjednoczone        | Stany Zjednoczone | 2010 | 2010 |
| SVS Post Schwechat       | Austria           | 2010 | ?    |